# Lingua fanti
La lingua fanti (codice ISO 639-3 fat) è uno dei tre dialetti della lingua akan.
La lingua fanti è la lingua più popolare nelle regioni centrali e occidentali del Ghana e negli insediamenti in altre regioni dalla metà al Ghana meridionale. Una di queste comunità è Fante New Town a Kumasi, nella regione Ashanti del Ghana.

## Classificazione
Per lo standard ISO 639-3 la lingua fanti appartiene al macrolinguaggio Akan, assieme alla lingua twi.